# 西印度十字戲

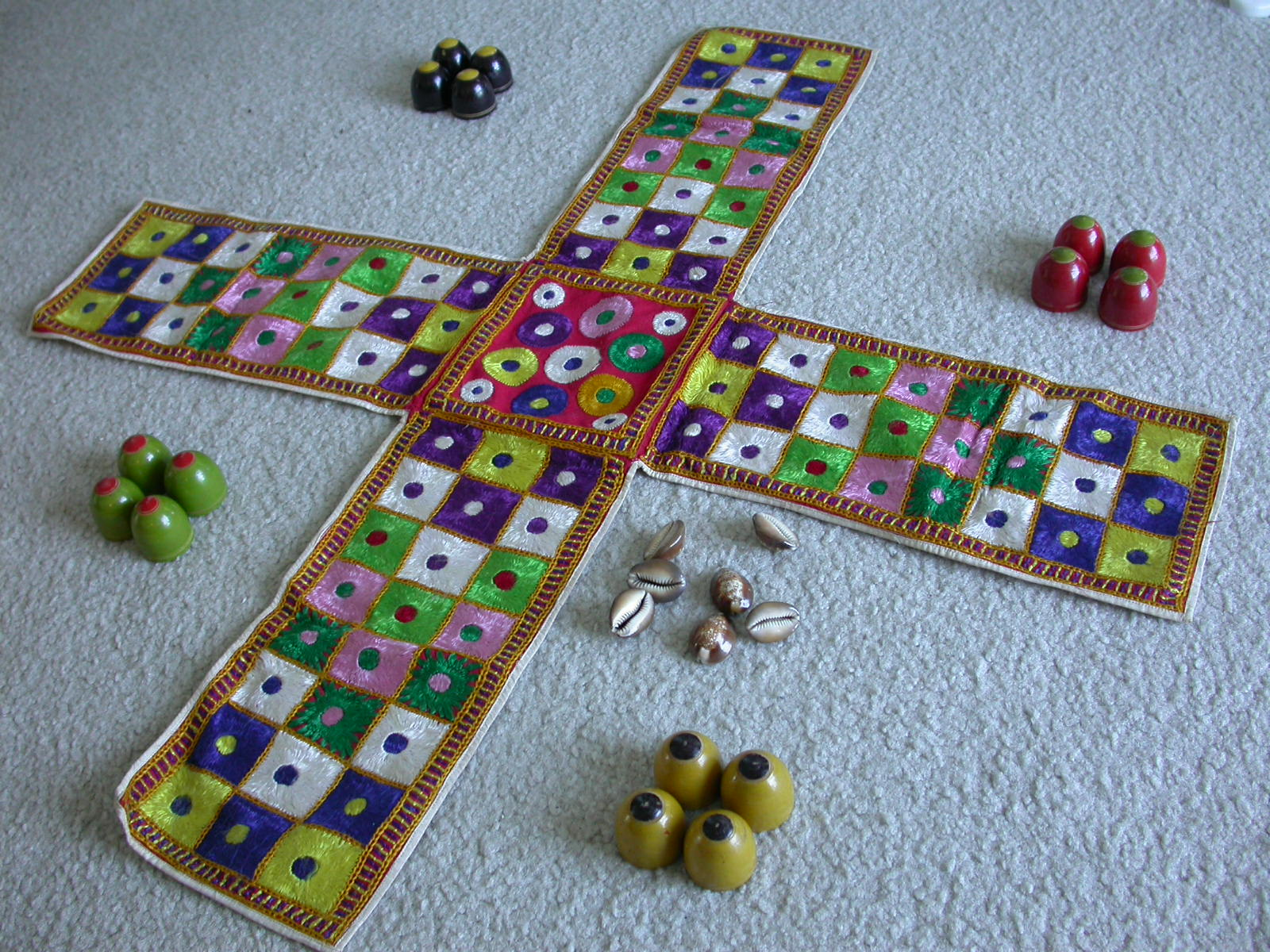
西印度十字戲

西印度十字戲(Chopat)，是印度卡提瓦半島的十字戲類遊戲，常採用貝殼作擲具，與印度十字戲類似。